# Victoria Lake
Victoria Lake är en sjö i Kanada.   Den ligger i provinsen Newfoundland och Labrador, i den östra delen av landet, 1 400 km öster om huvudstaden Ottawa. Victoria Lake ligger 330 meter över havet. Arean är 119 kvadratkilometer. Den sträcker sig 18,3 kilometer i nord-sydlig riktning, och 28,9 kilometer i öst-västlig riktning.
Trakten runt Victoria Lake är nära nog obefolkad, med mindre än två invånare per kvadratkilometer.